# Unified Combatant Command

Carte des périmètres géographiques des commandements de l'Unified Combatant Command (2008).

Un Unified Combatant Command (UCC, en français « commandement combattant unifié ») est un commandement interarmées et permanent des Forces armées des États-Unis. Ce type de structure a été créé le 14 décembre 1946. 
Depuis le 29 août 2019, ces commandements sont au nombre de onze. Six ont des responsabilités géographiques (Area Of Responsibility) et cinq ont des responsabilités fonctionnelles. Le Unified Combatant Command est composée d'effectifs provenant d'au moins deux branches distinctes. Sa mission est permanente et géographiquement étendue.

## Chaîne de commandement
La chaîne de commandement suit l'ordre suivant :
1. Président
2. Secrétaire à la Défense
3. Chefs des Unified Combatant Commands

Note : Le président du Joint Chiefs of Staff peut communiquer avec les chefs des Unified Combatant Commands mais n'exerce aucune autorité militaire sur une quelconque force de combat.

## Liste

### Responsabilités géographiques
- United States Central Command - USCENTCOM
- United States European Command - USEUCOM
- United States Indo-Pacific Command - USINDOPACOM
- United States Northern Command - USNORTHCOM
- United States Southern Command - USSOUTHCOM
- United States Africa Command - USAFRICOM (opérationnel depuis le 30 septembre 2008)

### Responsabilités fonctionnelles
- United States Cyber Command - USCYBERCOM (devenu Unified Combattant Command indépendant par décret du Président Donald Trump, devenu effectif le 4 mai 2018)[1],[2]
- United States Space Command - USSPACECOM (réactivé le 29 août 2019[3])
- United States Special Operations Command - USSOCOM
- United States Strategic Command - USSTRATCOM
- United States Transportation Command - USTRANSCOM

### Commandements désactivés
- Far East Command, 1947-1957
- United States Atlantic Command, 1947-1999
- United States Strike Command, 1961-1987
- United States Joint Forces Command - USJFCOM, 1999-2011